# Barbara Meyer
Barbara Meyer (Stuttgart, 2 juli 1956) werd ervan verdacht lid te zijn geweest van de Rote Armee Fraktion.
Barbara Meyer onderhield sinds haar jeugd contacten met de groep van sympathisanten rond de Rote Armee Fraktion. Daar leerde ze haar latere echtgenoot, Horst Ludwig Meyer, kennen. Beiden doken in 1984 onder.
Een jaar later ontdekte de politie een schuilplaats van de RAF in Tübingen. De ambtenaren vonden vingerafdrukken van Barbara en Horst Ludwig Meyer, Christoph Seidler, Wolfgang Grams en Eva Haule. 
Onderzoek van de Duitse federale politie (BKA) wees uit dat Barbara Meyer de woning onder de naam "Gabi Krauss" had gehuurd. Ze werd verdacht in samenhang met de aanslag van de RAF op topmanager Ernst Zimmermann. Voorts werd vermoed dat ze betrokken was bij een overval op een geldbode in Tübingen. Tegen haar werd een arrestatiebevel uitgevaardigd maar de opsporing bleef zonder succes. Men ging ervan uit dat ze spoorloos was verdwenen. 
In mei 1999 gaf ze zichzelf over aan de autoriteiten van de Duitse ambassade in Beiroet. Ze leefde sinds de tweede helft van de jaren tachtig in Libanon en liet zich scheiden van Horst Ludwig Meyer. Later ontmoette ze een Libanees met wie ze een zoon kreeg. 
Omdat men niet kon bewijzen dat Meyer betrokken was geweest bij aanslagen van de Rote Armee Fraktion en de beschuldiging, uit 1986, van lidmaatschap van een terroristische organisatie verjaard was werd in november 2000 het onderzoek tegen haar beëindigd.